# Soundgarden/Diskografie
Diese Diskografie ist eine Übersicht über die musikalischen Werke der US-amerikanischen Rockband Soundgarden. Den Schallplattenauszeichnungen zufolge hat sie bisher mehr als 12,1 Millionen Tonträger verkauft, davon alleine in ihrer Heimat über zehn Millionen. Ihre erfolgreichste Veröffentlichung ist das dritte Studioalbum Superunknown mit über 6,9 Millionen verkauften Einheiten.

## Alben

### Studioalben
| Jahr | Titel              | Höchstplatzierung, Gesamtwochen, AuszeichnungChartplatzierungen (Jahr, Titel, Platzierungen, Wochen, Auszeichnungen, Anmerkungen) | Höchstplatzierung, Gesamtwochen, AuszeichnungChartplatzierungen (Jahr, Titel, Platzierungen, Wochen, Auszeichnungen, Anmerkungen) | Höchstplatzierung, Gesamtwochen, AuszeichnungChartplatzierungen (Jahr, Titel, Platzierungen, Wochen, Auszeichnungen, Anmerkungen) | Höchstplatzierung, Gesamtwochen, AuszeichnungChartplatzierungen (Jahr, Titel, Platzierungen, Wochen, Auszeichnungen, Anmerkungen) | Höchstplatzierung, Gesamtwochen, AuszeichnungChartplatzierungen (Jahr, Titel, Platzierungen, Wochen, Auszeichnungen, Anmerkungen) | Anmerkungen                                                 |
| Jahr | Titel              | DE | AT | CH | UK | US | Anmerkungen                                                 |
| ---- | ------------------ | --- | --- | --- | --- | --- | ----------------------------------------------------------- |
| 1988 | Ultramega OK       | — | — | — | — | — | Erstveröffentlichung: 31. Oktober 1988                      |
| 1989 | Louder Than Love   | — | — | — | — | US108 (16 Wo.)US | Erstveröffentlichung: 5. September 1989                     |
| 1991 | Badmotorfinger     | — | — | — | UK39 Gold · (2 Wo.)UK | US39 ×2Doppelplatin · (60 Wo.)US                                                                                                  | Erstveröffentlichung: 8. Oktober 1991 Verkäufe: + 2.190.000 |
| 1994 | Superunknown       | DE13 (51 Wo.)DE | AT19 (28 Wo.)AT | CH9 (13 Wo.)CH | UK4 Platin · (39 Wo.)UK | US1 ×6Sechsfachplatin · (81 Wo.)US                                                                                                | Erstveröffentlichung: 8. März 1994 Verkäufe: + 6.965.000    |
| 1996 | Down on the Upside | DE15 (14 Wo.)DE | AT12 (14 Wo.)AT | CH20 (9 Wo.)CH | UK7 Silber · (6 Wo.)UK | US2 Platin · (44 Wo.)US | Erstveröffentlichung: 10. Mai 1996 Verkäufe: + 1.185.000    |
| 2012 | King Animal        | DE10 (3 Wo.)DE | AT19 (2 Wo.)AT | CH9 (4 Wo.)CH | UK21 (3 Wo.)UK | US5 (13 Wo.)US | Erstveröffentlichung: 9. November 2012                      |

### Livealben
| Jahr | Titel                                  | Höchstplatzierung, Gesamtwochen, AuszeichnungChartplatzierungen (Jahr, Titel, Platzierungen, Wochen, Auszeichnungen, Anmerkungen) | Höchstplatzierung, Gesamtwochen, AuszeichnungChartplatzierungen (Jahr, Titel, Platzierungen, Wochen, Auszeichnungen, Anmerkungen) | Höchstplatzierung, Gesamtwochen, AuszeichnungChartplatzierungen (Jahr, Titel, Platzierungen, Wochen, Auszeichnungen, Anmerkungen) | Höchstplatzierung, Gesamtwochen, AuszeichnungChartplatzierungen (Jahr, Titel, Platzierungen, Wochen, Auszeichnungen, Anmerkungen) | Höchstplatzierung, Gesamtwochen, AuszeichnungChartplatzierungen (Jahr, Titel, Platzierungen, Wochen, Auszeichnungen, Anmerkungen) | Anmerkungen                         |
| Jahr | Titel                                  | DE | AT | CH | UK | US | Anmerkungen                         |
| ---- | -------------------------------------- | --- | --- | --- | --- | --- | ----------------------------------- |
| 2011 | Live on I-5                            | — | — | — | — | US47 (1 Wo.)US | Erstveröffentlichung: 18. März 2011 |
| 2019 | Soundgarden: Live from the Artists Den | DE39 (1 Wo.)DE | — | CH32 (1 Wo.)CH | — | — | Erstveröffentlichung: 26. Juli 2019 |

### Kompilationen
| Jahr | Titel                                           | Höchstplatzierung, Gesamtwochen, AuszeichnungChartplatzierungen (Jahr, Titel, Platzierungen, Wochen, Auszeichnungen, Anmerkungen) | Höchstplatzierung, Gesamtwochen, AuszeichnungChartplatzierungen (Jahr, Titel, Platzierungen, Wochen, Auszeichnungen, Anmerkungen) | Höchstplatzierung, Gesamtwochen, AuszeichnungChartplatzierungen (Jahr, Titel, Platzierungen, Wochen, Auszeichnungen, Anmerkungen) | Höchstplatzierung, Gesamtwochen, AuszeichnungChartplatzierungen (Jahr, Titel, Platzierungen, Wochen, Auszeichnungen, Anmerkungen) | Höchstplatzierung, Gesamtwochen, AuszeichnungChartplatzierungen (Jahr, Titel, Platzierungen, Wochen, Auszeichnungen, Anmerkungen) | Anmerkungen                                                    |
| Jahr | Titel                                           | DE | AT | CH | UK | US | Anmerkungen                                                    |
| ---- | ----------------------------------------------- | --- | --- | --- | --- | --- | -------------------------------------------------------------- |
| 1997 | A-Sides                                         | — | — | — | UK90 Silber · (1 Wo.)UK | US63 (11 Wo.)US | Erstveröffentlichung: 3. November 1997 Verkäufe: + 75.000      |
| 2010 | Telephantasm                                    | DE73 (1 Wo.)DE | — | CH94 (1 Wo.)CH | UK83 Silber · (1 Wo.)UK | US24 Platin · (5 Wo.)US | Erstveröffentlichung: 28. September 2010 Verkäufe: + 1.060.000 |
| 2014 | Echo of Miles: Scattered Tracks Across the Path | — | — | CH86 (1 Wo.)CH | — | — | Erstveröffentlichung: 24. November 2014                        |

Weitere Kompilationen
- 1986: Deep Six (Kompilation von verschiedenen Interpreten)
- 1990: Screaming Life / Fopp

### EPs
- 1987: Screaming Life
- 1988: Fopp
- 1989: Flower
- 1990: Loudest Love
- 1992: Satanoscillatemymetallicsonatas (SOMMS)
- 1995: Songs from the Superunknown
- 2013: King Animal Demos

## Singles
| Jahr | Titel Album                                 | Höchstplatzierung, Gesamtwochen, AuszeichnungChartplatzierungen (Jahr, Titel, Album, Platzierungen, Wochen, Auszeichnungen, Anmerkungen) | Höchstplatzierung, Gesamtwochen, AuszeichnungChartplatzierungen (Jahr, Titel, Album, Platzierungen, Wochen, Auszeichnungen, Anmerkungen) | Höchstplatzierung, Gesamtwochen, AuszeichnungChartplatzierungen (Jahr, Titel, Album, Platzierungen, Wochen, Auszeichnungen, Anmerkungen) | Höchstplatzierung, Gesamtwochen, AuszeichnungChartplatzierungen (Jahr, Titel, Album, Platzierungen, Wochen, Auszeichnungen, Anmerkungen) | Höchstplatzierung, Gesamtwochen, AuszeichnungChartplatzierungen (Jahr, Titel, Album, Platzierungen, Wochen, Auszeichnungen, Anmerkungen) | Anmerkungen                                              |
| Jahr | Titel Album                                 | DE | AT | CH | UK | US | Anmerkungen                                              |
| ---- | ------------------------------------------- | --- | --- | --- | --- | --- | -------------------------------------------------------- |
| 1989 | Loud Love Louder Than Love                  | — | — | — | UK87 (2 Wo.)UK | — | Erstveröffentlichung: 30. August 1989                    |
| 1990 | Hands All Over Louder Than Love             | — | — | — | UK82 (2 Wo.)UK | — | Erstveröffentlichung: 1990                               |
| 1991 | Jesus Christ Pose Badmotorfinger            | — | — | — | UK30 (3 Wo.)UK | — | Erstveröffentlichung: 1991                               |
| 1991 | Outshined Badmotorfinger                    | — | — | — | UK50 (1 Wo.)UK | — | Erstveröffentlichung: 1991 Verkäufe: + 15.000            |
| 1992 | Rusty Cage Badmotorfinger                   | — | — | — | UK41 (1 Wo.)UK | — | Erstveröffentlichung: 11. Oktober 1992                   |
| 1994 | Spoonman Superunknown                       | — | — | — | UK20 (4 Wo.)UK | — | Erstveröffentlichung: 15. Februar 1994                   |
| 1994 | The Day I Tried to Live Superunknown        | — | — | — | UK42 (2 Wo.)UK | — | Erstveröffentlichung: 18. April 1994                     |
| 1994 | Black Hole Sun Superunknown                 | DE26 (13 Wo.)DE | — | — | UK12 Platin · (5 Wo.)UK | — | Erstveröffentlichung: 8. August 1994 Verkäufe: + 855.000 |
| 1994 | Fell on Black Days Superunknown             | — | — | — | UK24 (2 Wo.)UK | — | Erstveröffentlichung: 1994                               |
| 1996 | Pretty Noose Down on the Upside             | — | — | CH47 (1 Wo.)CH | UK14 (3 Wo.)UK | — | Erstveröffentlichung: März 1996                          |
| 1996 | Burden in My Hand Down on the Upside        | — | — | — | UK33 (2 Wo.)UK | — | Erstveröffentlichung: 18. September 1996                 |
| 1996 | Blow Up the Upside World Down on the Upside | — | — | — | UK40 (2 Wo.)UK | — | Erstveröffentlichung: 18. November 1996                  |
| 2010 | Black Rain Telephantasm                     | — | — | — | — | US96 (1 Wo.)US | Erstveröffentlichung: 27. August 2010                    |

Weitere Singles
- 1987: Hunted Down
- 1989: Flower
- 1990: Room a Thousand Years Wide
- 1994: My Wave
- 1997: Ty Cobb
- 1997: Rhinosaur
- 1997: Bleed Together
- 2008: Essential Festival: Red, White, Blue
- 2010: The Telephantasm
- 2012: Live to Rise
- 2012: Been Away Too Long
- 2013: By Crooked Steps
- 2014: Storm

## Videoalben und Musikvideos

### Videoalben
| Jahr | Titel                                  | Höchstplatzierung, Gesamtwochen, AuszeichnungChartplatzierungen (Jahr, Titel, Platzierungen, Wochen, Auszeichnungen, Anmerkungen) | Höchstplatzierung, Gesamtwochen, AuszeichnungChartplatzierungen (Jahr, Titel, Platzierungen, Wochen, Auszeichnungen, Anmerkungen) | Höchstplatzierung, Gesamtwochen, AuszeichnungChartplatzierungen (Jahr, Titel, Platzierungen, Wochen, Auszeichnungen, Anmerkungen) | Höchstplatzierung, Gesamtwochen, AuszeichnungChartplatzierungen (Jahr, Titel, Platzierungen, Wochen, Auszeichnungen, Anmerkungen) | Höchstplatzierung, Gesamtwochen, AuszeichnungChartplatzierungen (Jahr, Titel, Platzierungen, Wochen, Auszeichnungen, Anmerkungen) | Anmerkungen |
| Jahr | Titel                                  | DE | AT | CH | UK | US | Anmerkungen |
| ---- | -------------------------------------- | --- | --- | --- | --- | --- | ----------- |
| 2019 | Soundgarden: Live from the Artists Den | — | — | CH9 (1 Wo.)CH | UK5 (6 Wo.)UK | — |             |

Weitere Videoalben
- 1990: Loud Than Live
- 1992: Motorvision
- 2010: The Telephantasm

### Musikvideos
| Jahr | Titel                                 | Regisseur(e)      |
| ---- | ------------------------------------- | ----------------- |
| 1988 | Flower                                | Mark Miremont     |
| 1989 | Loud Love                             | Kevin Kerslake    |
| 1990 | Hands All Over                        | Kevin Kerslake    |
| 1991 | Jesus Christ Pose                     | Eric Zimmerman    |
| 1991 | Outshined                             | Matt Mahurin      |
| 1991 | Outshined (Kanadische Version)        |                   |
| 1992 | Rusty Cage                            | Eric Zimmerman    |
| 1994 | Spoonman                              | Jeffrey Plansker  |
| 1994 | The Day I Tried to Live               | Matt Mahurin      |
| 1994 | Black Hole Sun                        | Howard Greenhalgh |
| 1994 | My Wave                               | Henry Shepherd    |
| 1994 | Fell on Black Days                    | Jake Scott        |
| 1996 | Pretty Noose                          | Frank Kozik       |
| 1996 | Pretty Noose (Internationale Version) | Henry Shepherd    |
| 1996 | Burden in My Hand                     | Jake Scott        |
| 1996 | Blow Up the Outside World             | Gerald Casale     |
| 2010 | Get on the Snake                      |                   |
| 2010 | Black Rain                            | Brendon Small     |
| 2012 | Live to Rise                          | Robert Hales      |
| 2012 | Been Away Too Long                    | Josh Graham       |
| 2013 | By Crooked Steps                      | Dave Grohl        |
| 2013 | Halfway There                         | Josh Graham       |

## Boxsets
- 2010: 2 for 1: Badmotorfinger / Superunknown
- 2012: The Classic Album Selection

## Statistik

### Chartauswertung
|                     | DE    | AT    | CH    | UK    | US    |
| ------------------- | ----- | ----- | ----- | ----- | ----- |
| Nummer-eins-Alben   | DE—DE | AT—AT | CH—CH | UK—UK | US1US |
| Top-10-Alben        | DE1DE | AT—AT | CH2CH | UK2UK | US3US |
| Alben in den Charts | DE5DE | AT3AT | CH6CH | UK6UK | US8US |

|                       | DE    | AT    | CH    | UK     | US    |
| --------------------- | ----- | ----- | ----- | ------ | ----- |
| Nummer-eins-Singles   | DE—DE | AT—AT | CH—CH | UK—UK  | US—US |
| Top-10-Singles        | DE—DE | AT—AT | CH—CH | UK—UK  | US—US |
| Singles in den Charts | DE1DE | AT—AT | CH1CH | UK12UK | US1US |

|                          | DE    | AT    | CH    | UK    | US    |
| ------------------------ | ----- | ----- | ----- | ----- | ----- |
| Nummer-eins-Videoalben   | DE—DE | AT—AT | CH—CH | UK—UK | US—US |
| Top-10-Videoalben        | DE—DE | AT—AT | CH1CH | UK1UK | US—US |
| Videoalben in den Charts | DE—DE | AT—AT | CH1CH | UK1UK | US—US |

### Auszeichnungen für Musikverkäufe
| Goldene Schallplatte - Australien - 1994: für die Single Black Hole Sun - 2017: für das Album Badmotorfinger - Brasilien - 2024: für die Single Black Hole Sun - Dänemark - 2023: für die Single Black Hole Sun - Italien - 2018: für die Single Black Hole Sun - 2019: für das Album Superunknown - Neuseeland - 1995: für die Single My Wave - 2024: für die Single Outshined - Niederlande - 1995: für das Album Superunknown - Schweden - 1995: für das Album Superunknown - Spanien - 2024: für die Single Black Hole Sun | Platin-Schallplatte - Australien - 1997: für das Album Down on the Upside - Kanada - 1992: für das Album Badmotorfinger - 1996: für das Album Down on the Upside - Neuseeland - 1996: für das Album Down on the Upside - 1998: für das Album A-Sides - 2006: für das Album Badmotorfinger 2× Platin-Schallplatte - Neuseeland - 1995: für das Album Superunknown 3× Platin-Schallplatte - Australien - 2017: für das Album Superunknown - Kanada - 1994: für das Album Superunknown - Neuseeland - 2024: für die Single Black Hole Sun |

Anmerkung: Auszeichnungen in Ländern aus den Charttabellen bzw. Chartboxen sind in ebendiesen zu finden.
| Land/RegionAuszeichnungen für Musikverkäufe (Land/Region, Auszeichnungen, Verkäufe, Quellen) | Silber     | Gold       | Platin       | Verkäufe   | Quellen                           |
| -------------------------------------------------------------------------------------------- | ---------- | ---------- | ------------ | ---------- | --------------------------------- |
| Australien (ARIA)                                                                            | —          | 2× Gold2   | 4× Platin4   | 350.000    | aria.com.au                       |
| Brasilien (PMB)                                                                              | —          | Gold1      | —            | 30.000     | pro-musicabr.org.br               |
| Dänemark (IFPI)                                                                              | —          | Gold1      | —            | 45.000     | ifpi.dk                           |
| Italien (FIMI)                                                                               | —          | 2× Gold2   | —            | 50.000     | fimi.it                           |
| Kanada (MC)                                                                                  | —          | —          | 5× Platin5   | 500.000    | musiccanada.com                   |
| Neuseeland (RMNZ)                                                                            | —          | 2× Gold2   | 8× Platin8   | 185.000    | aotearoamusiccharts.co.nz NZ2 NZ3 |
| Niederlande (NVPI)                                                                           | —          | Gold1      | —            | 50.000     | nvpi.nl                           |
| Schweden (IFPI)                                                                              | —          | Gold1      | —            | 50.000     | sverigetopplistan.se              |
| Spanien (Promusicae)                                                                         | —          | Gold1      | —            | 30.000     | elportaldemusica.es               |
| Vereinigte Staaten (RIAA)                                                                    | —          | —          | 10× Platin10 | 10.000.000 | riaa.com                          |
| Vereinigtes Königreich (BPI)                                                                 | 3× Silber3 | Gold1      | 2× Platin2   | 1.180.000  | bpi.co.uk                         |
| Insgesamt                                                                                    | 3× Silber3 | 12× Gold12 | 29× Platin29 |            |                                   |